# ورزشگاه استقلال (نامیبیا)

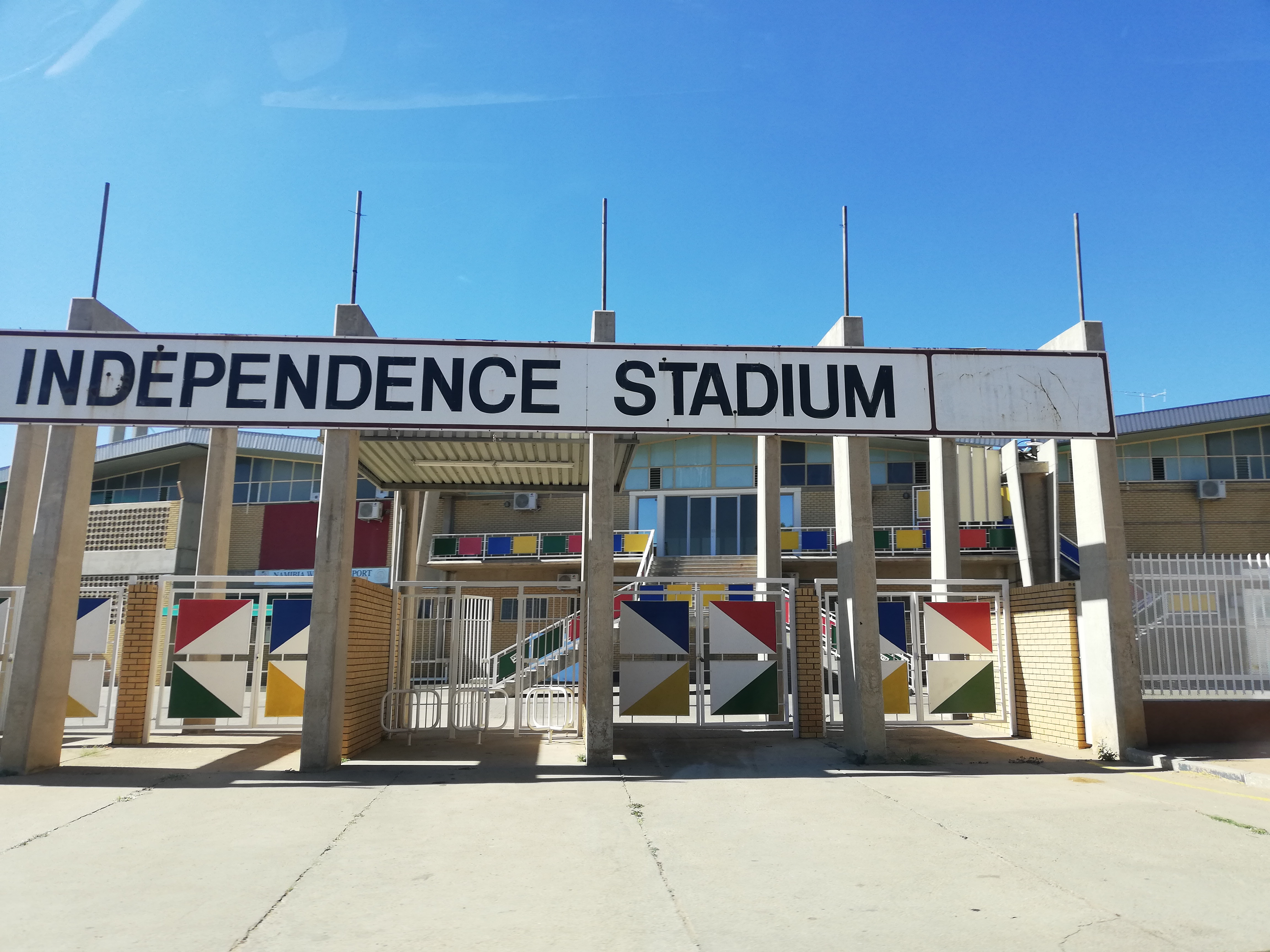
دروازه اصلی ورزشگاه در سال ۲۰۱۹

ورزشگاه استقلال در ویندهوک، ورزشگاه ملی جمهوری نامیبیا است. این ورزشگاه ۲۵۰۰۰ تماشاگر را در خود جای داده و بیشتر برای مسابقات فوتبال از آن استفاده می شود. 
این ورزشگاه چنان که گزارش ها حاکی است؛ به ورزشگاه سم نوجوما تغییر نام داده نشده است. ورزشگاه فوق، قدیمی تر و بزرگ تر است.